# حاسوب عشري

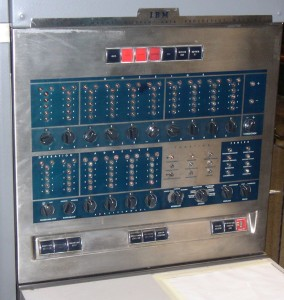

الحاسوب العشري عبارة عن حاسوب يمكنه تمثيل الأرقام والعناوين في صورة عشرية إضافة إلى أنه يوفر تعليمات تشغيل هذه الأرقام مباشرة في نظام العدد العشري، دون التحويل إلى التمثيل الثنائي الصافي. ومن أمثلة هذه التمثيلات نظام عشري مشفر ثنائيًا أو BCD وإكسيس-3 وكود 2 من 5 وأسكي وكود التبادل الموسع للترميز العشري الثنائي.
استخدمت العديد من أجهزة الحاسوب الأولى الحساب العشري، بدأت بعض الأمثلة إينياك وآي‌بي‌إم 702وآي‌بي‌إم 705 وآي‌بي‌إم 650 وآي‌بي‌إم 1401 وآي‌بي‌إم 1620 وآي‌بي‌إم نورك وآي‌بي‌إم 7070 وآي‌بي‌إم 7080 والبيانات الإلكترونية 200 وبوروز B2500/3xxx/4xxx و[[الحاسوب الآلي العالمي الأول والحاسوب الآلي العالمي الثاني والحاسوب الآلي العالمي الثالث. استخدمت أجهزة بوروز المذكورة أعلاه الحساب العشري فقط، في حين أن غيرها من آلات بوروز وفرت كلاً من العمليات العشرية والثنائية. واستخدم جهاز آي بي إم 1401 مزيجًا من الحساب العشري والثنائي. كما أن طول الكلمة في بعض الأجهزة متغير، مما ساعد في إجراء عمليات على أعداد تتكون من عدد كبير من الأرقام. يدعم جهاز بوروز 2500-4900 ما يصل إلى 99 رقمًا لدقة العمليات على الفاصلة العائمة.
وفي وقت لاحق، قدمت العديد من المعالجات الدقيقة مثل 65 وZ80 دعمًا للنظام العشري المشفر الثنائي في شكل أوضاع وأعلام خاصة وتعليمات لضبط العلامات العشرية. تقدم أسرة إنتل 80x86 للمعالجات الدقيقة تعليمات لتحويل أرقام نظام عشري مشفر ثنائيًا ذات البايت الواحد إلى النظام الثنائي.
. لم تمتد هذه العمليات لأشكال أوسع ومن ثم فهي الآن أكثر بطئًا من استخدام «حيل» 32 بايت أو «حيل» النظام العشري المشفر الثنائي الأوسع لحسابها في نظام عشري مشفر ثنائيًا (انظر ).
أصبح الحساب العشري الآن أكثر شيوعا، على سبيل المثال، تم إضافة ثلاثة أنواع للنقطة العشرية العائمة مع اثنين من الترميزات لمعيار IEEE IEEE 754 الجديد مع أرقام عشرية مكونة من 7 و16 و34 جزء عشري. قام معالج أي بي إم باور 6 ونظام أي بي إم z9 ونظام أي بي إم z10 بتنفيذ هذه الأنواع باستخدام تصميم دينسلي باد العشري لتشفير الأرقام العشرية، رغم أن التشفير الثنائي لا يزال يستخدم للأس. الأول والثالث في الأجهزة والثاني في الرمز الصغير.